# Paus Gregorius II
Gregorius II (Rome, 669 - aldaar, 11 februari 731) was paus van 715 tot 731.

## Biografie
Gedurende zijn pontificaat barstte het iconoclasme in Byzantium in alle hevigheid los. Keizer Leo III vaardigde allerlei wetten uit waarin geëist werd dat alle afbeeldingen van heiligen vernietigd moesten worden. Gregorius zag daar de zin niet van in. Hij wees de keizer erop dat het in het westen goed ging met de kerk en dat hij het veel te druk had met de zendingsactiviteiten in bijvoorbeeld Friesland om zich hier druk over te maken. Bovendien wilde hij de machtige kloosters, waar afbeeldingen een belangrijk onderwerp van devotie waren, niet voor het hoofd stoten. Hiermee begon het pausdom een steeds onafhankelijker koers te varen van het Byzantijnse hof, dat in voorbije eeuwen grote macht in Italië had uitgeoefend.
Tijdens het pontificaat van Gregorius II werd de stad Rome tot tweemaal toe belegerd door koning Liutprand van de Longobarden. Bij het eerste beleg had Gregorius II  in een persoonlijk onderhoud met de koning hem kunnen overtuigen om het beleg over te geven. Tien jaar later slaagde hij hier niet in en werd de stad geplunderd.